# Предложение (логика)
Предложение (в логике предикатов) — это корректно сформированная формула {\displaystyle \Phi }, которая не содержит свободных вхождений переменных (то есть вхождений, не находящихся в области действия каких-либо кванторов в {\displaystyle \Phi }). Грубо говоря, предложение не должно содержать «параметров», могущих повлиять на значение истинности предложения в подразумеваемой «семантической структуре»: таким образом, в каждой такой структуре предложение имеет единственно возможное истинностное значение.

## Примеры
Выражение
{\displaystyle \forall y\exists x(x^{2}=y)}
является предложением, т.к имеет фиксированную таблицу истинности. Для любого значения {\displaystyle y} можно определить истинность этого выражения, {\displaystyle y} — связанная переменная. Напротив, выражение
{\displaystyle \exists x(x^{2}=y)}
не является предложением, так как здесь {\displaystyle y} — свободная переменная. Для этого выражения нельзя построить таблицу истинности, так как на y не наложено никаких ограничений.